# Bảo tàng Zagłębie ở Będzin
Bảo tàng Zagłębie ở Będzin (tiếng Ba Lan: Muzeum Zagłębia w Będzinie) là một bảo tàng giới thiệu cho khách tham quan về văn hóa và lịch sử của khu vực. Bảo tàng bố trí triển lãm bên trong hai tòa nhà là lâu đài trên phố Zamkowa và cung điện trên phố Gzichowska, Będzin, Ba Lan.
Ngoài ra, bảo tàng còn có các chi nhánh sau đây:
- Będzin dưới lòng đất
- Ngôi nhà "Mizrachi" tại số 3 phố Potockiego, nơi cầu nguyện của người Do Thái trước đây
- Tường thành và Đồi Lâu đài

## Lịch sử

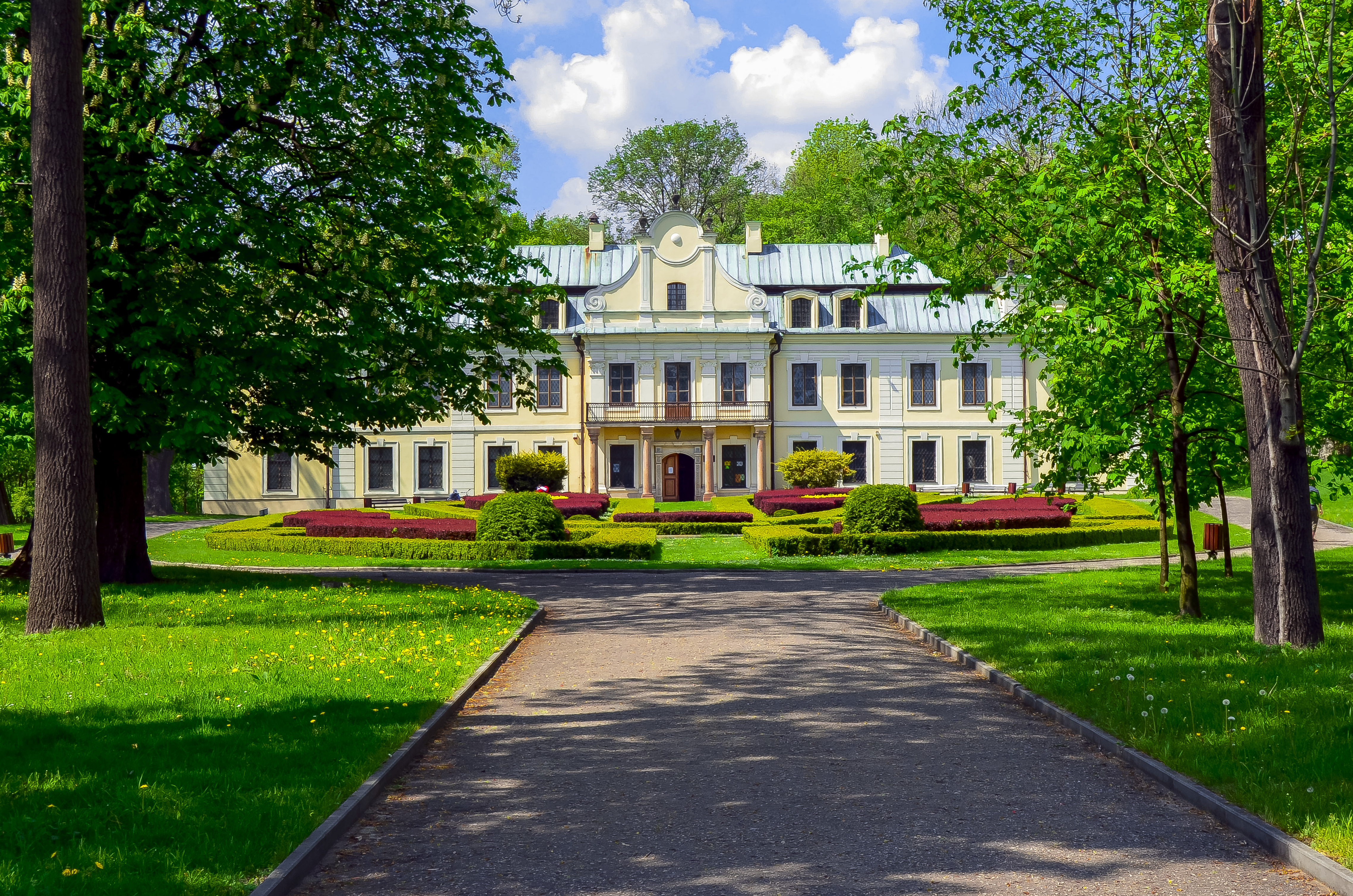
Cung điện Mieroszewski

Bảo tàng Zagłębie ở Będzin được thành lập vào năm 1956 theo khởi xướng của các tổ chức: Hiệp hội Bảo vệ Núi Lâu đài, Hiệp hội Bảo tàng Dąbrowski Zagłębie ở Będzin và Ủy ban Xã hội Thành phố về tái thiết lâu đài. Lễ khai trương bảo tàng được tổ chức nhân dịp kỷ niệm 600 năm Będzin trở thành thành phố. Trong những năm đầu hoạt động, bảo tàng chỉ bố trí triển lãm bên trong lâu đài, và cơ sở này là cơ sở bảo tàng đầu tiên ở vùng Zagłębie Dąbrowskie. Từ năm 1983, bảo tàng có thêm cơ sở triển lãm thứ hai bên trong khu phức hợp cung điện và công viên được xây dựng vào thế kỷ 18 của gia đình Mieroszewski ở quận Gzichów của thành phố Będzin. Hiện tại, giám đốc bảo tàng là Wioletta Lisowska.